# 溪口翁氏大院
溪口翁氏大院，位于中华人民共和国浙江省衢州市龙游县溪口镇，是浙江省省级文物保护单位之一。
2017年1月19日，溪口翁氏大院被列入第七批浙江省文物保护单位，该文物保护单位是一座古建筑。